# Bancroft, Michigan
Bancroft är en ort i Shiawassee County i delstaten Michigan, USA.